# مقلد عظيم (طب)
المُقلد العظيم (بالإنجليزية: The great imitator)‏ أو المُتخفي العَظيم (بالإنجليزية: The Great Masquerader)‏ هو مُصطلح طبي يُستخدم للدلالة على الحالات الطبية التي تتميز بأعراضٍ غيرِ مُحددة، وبالتالي يُمكن الخلط بينها وبين الحالات المرضية الأُخرى، ومُعظم هذه الحالات هي أمراض شاملة.
من الأمراض التي تُوصف بهذا المُصطلح:
- العديد من السرطانات.[2]
- التصلب المتعدد.[3]
- الداء البطني.[4]
- مرض أديسون.[5]
- الانصمام الرئوي.[6]
- العديد من الظروف الروماتزمية، وتتضمن:
  - الألم العضلي الليفي.[7]
  - الذئبة الحمامية.[8]
    - الذئبة الحمامية الشاملة.[9][10]

  - الغرناوية.[11]
- العديد من الأمراض المعدية، وتتضمن:
  - الزهري.[12]
  - داء لايم.[13]
  - داء النوكارديات.[14]
  - السل.[15]
  - داء البروسيلات.
  - الملاريا.[16]